# Taxiphyllum cuspidifolium
Taxiphyllum cuspidifolium är en bladmossart som beskrevs av Iwatsuki 1965. Taxiphyllum cuspidifolium ingår i släktet Taxiphyllum och familjen Hypnaceae. Inga underarter finns listade i Catalogue of Life.